# 만덕초등학교 (전남)
만덕초등학교는 대한민국 전라남도 담양군 대덕면 매산리에 있는 공립 초등학교이다.

## 학교 연혁
- 2018년 2월 9일 제85회 졸업 (총3,949명)
- 2017년 3월 1일 제26대 박혜경 교장 부임
- 2017년 2월 10일 제84회 졸업 (총3,942명)
- 2016년 2월 5일 제83회 졸업 (총 3.934명)
- 2015년 2월 13일 제82회 졸업 (총 3,929명)
- 2014년 9월 1일 제25대 조병춘 교장 부임
- 1996년 3월 1일 만덕초등학교로 교명 개칭
- 1995년 3월 1일 용산분교장 본교로 통폐합
- 1992년 3월 1일 용산분교장 본교 편입
- 1991년 3월 1일 금당분교장, 입석분교장 본교에 통폐함
- 1985년 3월 1일 금당분교장 인가
- 1980년 3월 5일 병설유치원 설립인가
- 1968년 1월 31일 금곡분교장 인가
- 1961년 5월 15일 입석분교장 인가
- 1946년 3월 25일 만덕국민학교 (교명 개칭)
- 1941년 4월 1일 만덕공립국민학교 (교명 개칭)
- 1939년 4월 1일 6년제로 개편
- 1938년 4월 1일 만덕공립심상소학교 (교명 개칭)
- 1930년 6월 1일 만덕공립보통학교(4년제) 개교

## 참고 자료
- 만덕초등학교 - 한국교육학술정보원 학교알리미